# NGC 106
NGC 106 (również PGC 1551) – galaktyka spiralna (Scd), znajdująca się w gwiazdozbiorze Ryb. Odkrył ją Francis Leavenworth w 1886 roku.